# Šeril Sandberg
Šeril Sandberg (engl. Sheryl Sandberg; 28. avgust 1969) je američka aktivistkinja, autorka i direktorka poslovanja (Chief Operating Officer) kompanije Fejsbuk. U junu 2012-te godine je izabrana u bord direktora kompanije Fejsbuk od strane postojećih članova borda postavši tako prva žena u Fejsbukovom bordu. Pre nego što se zaposlila u Fejsbuku bila je potpredsednica globalne online prodaje i poslovanja u kompaniji Gugl.

## Delo

### Lean In
Sandberg je izdala svoju prvu knjigu, Lean In: Women, Work, and the Will to Lead, zajedno sa koautorkom Nel Skovel (Nell Scovell) 11-og marta 2013-te godine. Knjiga se bavi liderstvom, razvojem, feminizmom i pitanjem nedostatka žena na rukovodećim pozicijama u državnoj upravi i poslovnom okruženju.  Od jeseni 2013-te kada je knjiga izdata, prodata je u više od milion primeraka i na vrhu je liste bestselera.
Knjiga Lean In je namenjena poslovnim ženama da bi im pomogla da postignu svoje ciljeve u karijeri i muškarcima koji žele da doprinesu jednakijem društvu. Knjiga se bavi preprekama koje sprečavaju žene da preuzmu liderske uloge na radnom mestu, preprekama kao što su diskriminacija, seksizam i seksualno uznemiravanje. Ona takođe ispituje društvene barijere. Sandberg naglašava da žene težnjom ka liderskim pozicijama i postizanjem istih moraju da ruše lične i društvene barijere da bi se promene desile. Krajnji cilj Šerilove knjige je da osnaži žene da preuzmu liderske pozicije.

## Literatura
- Sandberg, Sheryl (2013). Lean In: Women Work and the Will to Lead. Knopf. стр. 8.
- Auletta, Ken (11. 7. 2011). „A Woman’s Place”. The New Yorker. Приступљено 16. 7. 2011.